# Mancomunidad Margañán
La mancomunidad Margañán es una agrupación administrativa de municipios en la provincia de Salamanca, Castilla y León, España.
Dominan en sus paisajes la llanura cerealista, a pesar de que hacia el sur se conservan dehesas de encina entre berrocal de granito.
| Noroeste: Coca de Alba, Peñarandilla                                | Norte: Nava de Sotrobal | Noreste: Bóveda del Río Almar, Mancera de Abajo |
| Oeste: Garcihernández, Pedrosillo de Alba, Gajates, Pedraza de Alba |                         | Este: Provincia de Ávila                        |
| Suroeste Larrodrigo, Chagarcía Medianero                            | Sur: Provincia de Ávila | Sureste: Provincia de Ávila                     |

Fue creada por orden de 22 de abril de 1988 de la Junta de Castilla y León a instancia de los ayuntamientos de los pueblos que la conforman.
| Municipio             | Superficie | Población (2009) | Densidad       | Ayto. (2010) |
| --------------------- | ---------- | ---------------- | -------------- | ------------ |
| Alaraz                | 49,17 km²  | 551 hab.         | 11,21 hab./km² | PP           |
| Macotera              | 32,93 km²  | 1.364 hab.       | 41,42 hab./km² | PP           |
| Malpartida            | 10,30 km²  | 113 hab.         | 10,97 hab./km² | PP           |
| Salmoral              | 23,00 km²  | 241 hab.         | 23,00 hab./km² | PP           |
| Santiago de la Puebla | 53,33 km²  | 437 hab.         | 8,19 hab./km²  | PSOE         |
| Tordillos             | 25,09 km²  | 468 hab.         | 18,65 hab./km² | PP           |
| TOTAL                 | 193,82 km² | 3.174 hab.       | 16,38 hab./km² |              |

Tiene estatutos aprobados y como funciones principales destacan:
| - Recogida domiciliaria y tratamiento de residuos sólidos urbanos. - Servicio de acción social. - Asesoramiento técnico urbanístico. - Servicios culturales y deportivos. - Vertido y tratamiento de aguas residuales. - Prevención y extinción de incendios. - Promoción de industrias de transformación de recursos de la zona. | - Promoción de aprovechamientos agrícolas, ganaderos y forestales de la zona. - Agencia de desarrollo local. - Promoción de telecomunicaciones. - Planificación y promoción de cursos formativos. - Información al consumidor. - Promoción turística. - Protección de los recursos naturales. | - Fomento del empleo. - Mejora de los servicios sanitarios. - Servicio de vertedero. - Mantenimiento de redes de alumbrado público, abastecimiento de aguas, alcantarillado y depuradora. - Transportes. - Protección y conservación de conjuntos y monumentos histórico-artísticos. - Conservación, creación y mejora de caminos agrícolas. |